# Мајкл Харари
Мајкл Харари (Тел Авив, 18. фебруар 1927 — Тел Авив, 21. септембар 2014) био је израелски обавештајни официр у Мосаду. Учествовао је у неколико операција укључујући и спасавање талаца у операцији Ентебе, 1976. године.
Свој обавештајни рад започео је после Другог светског рата. Неко је време провео у војсци Шин Бет, пре него што је регрутован од стране Мосада, 1960. године. У Мосад је постао и шеф Операције Бранч. Помагао је да се изграде тимови које је и водио у Операцији Гнев Божији. Откривено је како је приликом једне операције убио невиног конобара. Због тога га је тражила полиција као и његов тим, но он је тада побегао у Израел. Но, због недостатка доказа, 1999. године ослобођен је сумњи.
Умро је у доби од 87 година, 21. септембра 2014. године.